# Rallye Dakar 2007
Navigation
Édition précédente Édition suivante
Le Rallye Dakar 2007 est le 29e Rallye Dakar et le dernier se déroulant sur le continent africain.

## Engagés
En décembre 2006, 250 motos, 187 autos et 88 camions sont engagés.

## Route
La course commence à Lisbonne, au Portugal, et passe par l'Espagne, le Maroc, l'ouest du Sahara, la Mauritanie, le Mali, pour finir au Sénégal.

### Étapes
| Étape | Date       | Départ                       | Arrivée                      | Liaison                      | Spécial                      | Liaison                      | Total                        |
| ----- | ---------- | ---------------------------- | ---------------------------- | ---------------------------- | ---------------------------- | ---------------------------- | ---------------------------- |
| 1     | 6 janvier  | Lisbonne                     | Portimão                     | 115 km                       | 117 km                       | 232 km                       | 464 km                       |
| 2     | 7 janvier  | Portimão                     | Malaga                       | 15 km                        | 67 km                        | 463 km                       | 545 km                       |
| 3     | 8 janvier  | Nador                        | Er Rachidia                  | 205 km                       | 252 km                       | 191 km                       | 648 km                       |
| 4     | 9 janvier  | Er Rachidia                  | Ouarzazate                   | 96 km                        | 405 km                       | 178 km                       | 679 km                       |
| 5     | 10 janvier | Ouarzazate                   | Tan-Tan                      | 164 km                       | 325 km                       | 279 km                       | 768 km                       |
| 6     | 11 janvier | Tan-Tan                      | Zouerate                     | 414 km                       | 394 km                       | 9 km                         | 817 km                       |
| 7     | 12 janvier | Zouerate                     | Atar                         | 4 km                         | 542 km                       | 34 km                        | 580 km                       |
|       | 13 janvier | Journée de repos, Mauritanie | Journée de repos, Mauritanie | Journée de repos, Mauritanie | Journée de repos, Mauritanie | Journée de repos, Mauritanie | Journée de repos, Mauritanie |
| 8     | 14 janvier | Atar                         | Tichit                       | 35 km                        | 589 km                       | 2 km                         | 626 km                       |
| 9     | 15 janvier | Tichit                       | Néma                         | -                            | 494 km                       | 3 km                         | 497 km                       |
| 10    | 16 janvier | Néma                         | Néma                         | 10 km                        | 366 km                       | 24 km                        | 400 km                       |
| 11    | 17 janvier | Néma                         | Aïoun El Atrouss             | 280 km                       | -                            | -                            | 280 km                       |
| 12    | 18 janvier | Aïoun El Atrouss             | Kayes                        | 110 km                       | 257 km                       | 117 km                       | 484 km                       |
| 13    | 19 janvier | Kayes                        | Tambacounda                  | 180 km                       | 260 km                       | 18 km                        | 458 km                       |
| 14    | 20 janvier | Tambacounda                  | Dakar                        | 124 km                       | 225 km                       | 227 km                       | 576 km                       |
| 15    | 21 janvier | Dakar                        | Dakar                        | 36 km                        | 16 km                        | 41 km                        | 93 km                        |

### Résultats par étapes

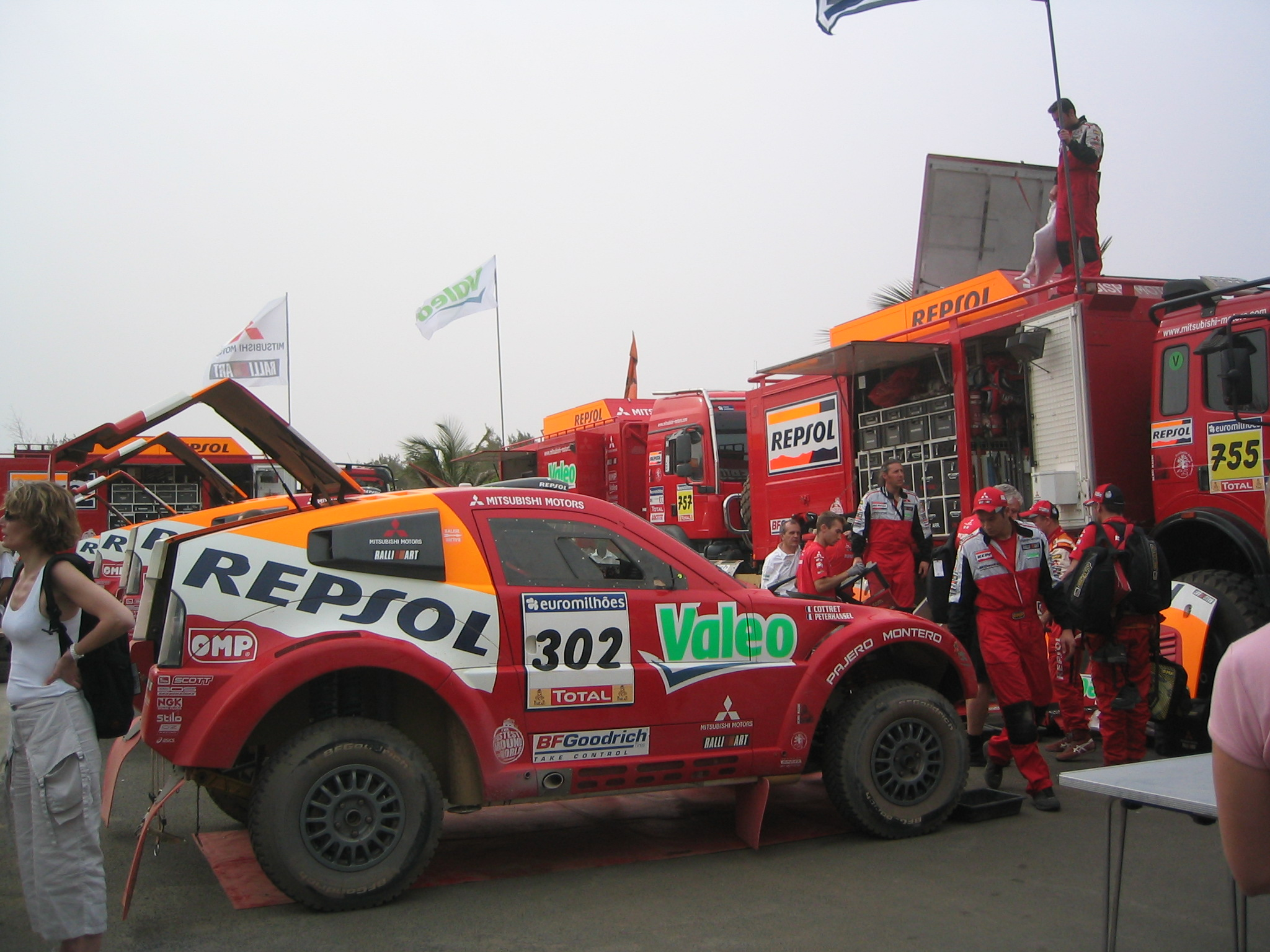
Mitsubishi Pajero 302 de Stéphane Peterhansel vainqueur en auto
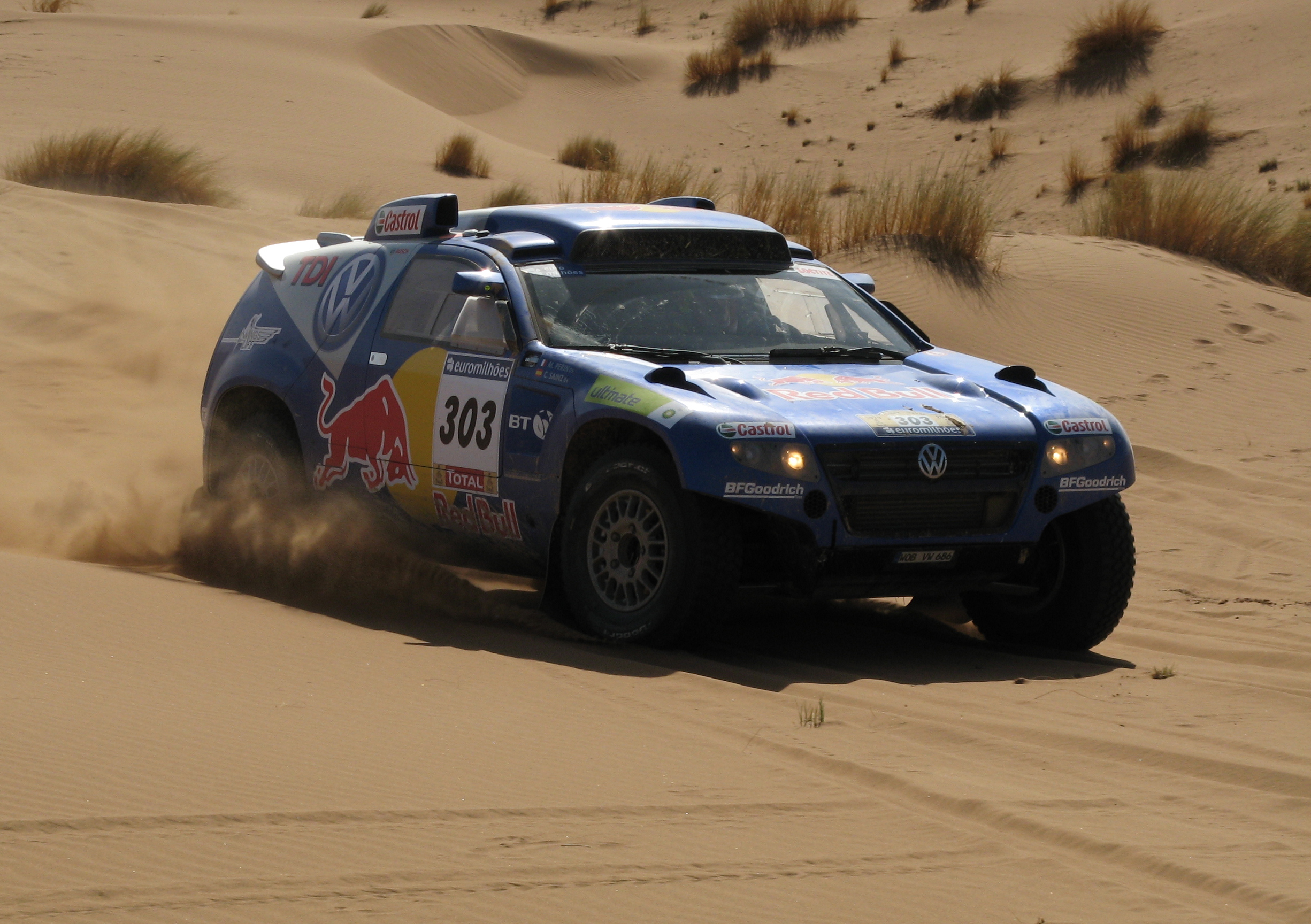
Carlos Sainz sur son Volkswagen Touareg
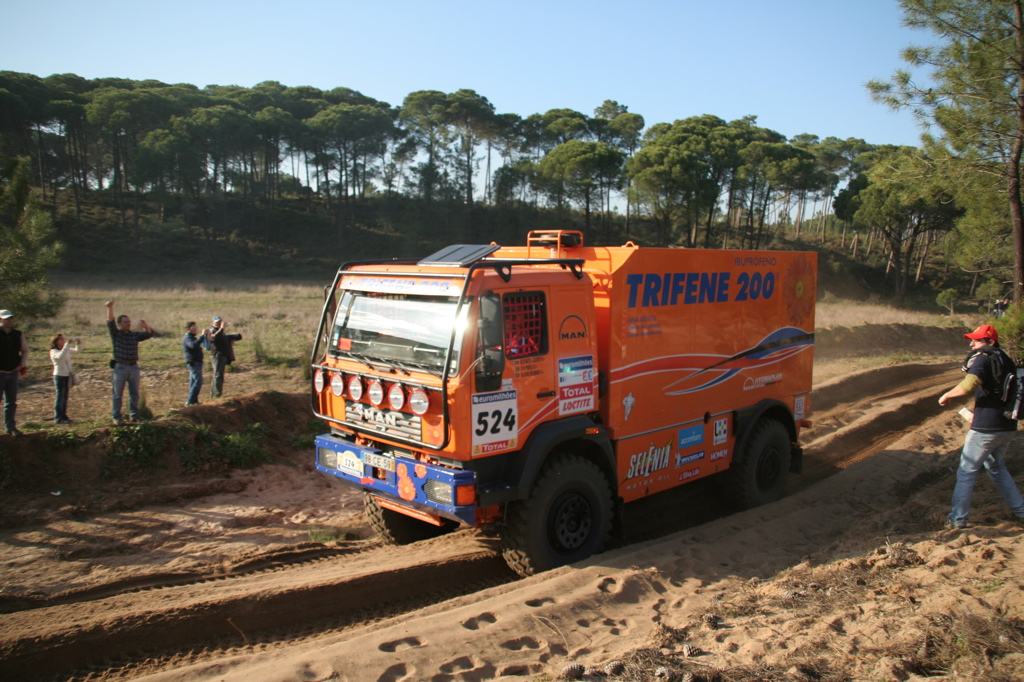
La portugaise Elisabete Jacinto pilote son MAN

## Classements finaux
Au total 132 motos (52,8 % des concurrents), 109 autos (58,3 %) et 60 camions (68,2 %) finissent la course.

### Motos
| Pos | No  | Coureurs                | Moto            | Temps            | Écart            |
| --- | --- | ----------------------- | --------------- | ---------------- | ---------------- |
| 1   | 002 | Cyril Despres           | KTM 690 Rallye  | 51 h 36 min 53 s | —                |
| 2   | 008 | David Casteu            | KTM 690 Rallye  | 52 h 11 min 12 s | +34 min 19 s     |
| 3   | 009 | Chris Blais             | KTM 660 Rallye  | 52 h 28 min 59 s | +52 min 06 s     |
| 4   | 006 | Pal Anders Ullevalseter | KTM 660 Rallye  | 53 h 14 min 50 s | +1 h 37 min 57 s |
| 5   | 010 | Helder Rodrigues        | Yamaha 450 WRF  | 54 h 07 min 34 s | +2 h 30 min 41 s |
| 6   | 023 | Janis Vinters           | KTM 660 Rallye  | 54 h 21 min 14 s | +2 h 44 min 21 s |
| 7   | 020 | Michel Marchini         | Yamaha 450 WRF  | 54 h 37 min 20 s | +3 h 00 min 27 s |
| 8   | 085 | Thierry Bethys          | Honda 450 CRF X | 55 h 03 min 26 s | +3 h 26 min 33 s |
| 9   | 103 | Jaroslav Katriňák       | KTM 660 Rallye  | 55 h 17 min 03 s | +3 h 40 min 10 s |
| 10  | 016 | Jacek Czachor           | KTM 660 Rallye  | 56 h 00 min 57 s | +4 h 24 min 04 s |

### Autos
| Pos | No  | Pilote               | Copilote          | Auto                      | Temps            |
| --- | --- | -------------------- | ----------------- | ------------------------- | ---------------- |
| 1   | 302 | Stéphane Peterhansel | Jean-Paul Cottret | Mitsubishi Pajero         | 45 h 53 min 37 s |
| 2   | 300 | Luc Alphand          | Gilles Picard     | Mitsubishi Pajero         | 46 h 01 min 03 s |
| 3   | 310 | Jean-Louis Schlesser | Arnaud Debron     | Schlesser-Ford            | 47 h 27 min 34 s |
| 4   | 305 | Mark Miller          | Ralph Pitchford   | Volkswagen Race Touareg 2 | 48 h 03 min 53 s |
| 5   | 306 | Hiroshi Masuoka      | Pascal Maimon     | Mitsubishi Pajero         | 48 h 38 min 08 s |
| 6   | 309 | Nasser Al-Attiyah    | Alain Guéhennec   | BMW X3                    | 49 h 25 min 36 s |
| 7   | 313 | Carlos Sousa         | Andreas Schulz    | Volkswagen Race Touareg 2 | 51 h 04 min 31 s |
| 8   | 320 | Robby Gordon         | Andy Grider       | Hummer H3                 | 52 h 57 min 44 s |
| 9   | 303 | Carlos Sainz         | Michel Périn      | Volkswagen Race Touareg 2 | 53 h 19 min 22 s |
| 10  | 318 | Stéphane Henrard     | Brigitte Becue    | Volkswagen Buggy          | 54 h 22 min 06 s |

### Camions
| Pos | No  | Pilote             | Copilote                             | Camion               | Temps            |
| --- | --- | ------------------ | ------------------------------------ | -------------------- | ---------------- |
| 1   | 501 | Hans Stacey        | Charly Gotlib Bernard der Kinderen   | MAN TGA              | 54 h 03 min 05 s |
| 2   | 527 | Ilgizar Mardeev    | Aydar Belyaev Eduard Nikolaev        | Kamaz 4911           | 57 h 13 min 57 s |
| 3   | 512 | Aleš Loprais       | Petr Gilar                           | Tatra T815           | 58 h 48 min 35 s |
| 4   | 513 | Wulfert van Ginkel | Willem Tijsterman Richard de Rooy    | GINAF X 2222         | 58 h 54 min 15 s |
| 5   | 503 | André de Azevedo   | Maykel Justo Jaromír Martinec        | T815                 | 59 h 19 min 02 s |
| 6   | 508 | Philippe Jacquot   | Willy Alcaraz Ton van Genugten       | MAN                  | 60 h 03 min 32 s |
| 7   | 505 | Sergey Reshetnikov | Andrey Mokeev Eduard Kupriyanov      | Kamaz 4911           | 61 h 50 min 47 s |
| 8   | 530 | Arjan Brouwer      | Simon Koetsier Gerard van Veenendaal | GINAF X 2222         | 62 h 30 min 31 s |
| 9   | 507 | Teruhito Sugawara  | Seiichi Suzuki Akira Koishizawa      | Hino Ranger - Pro FT | 65 h 05 min 47 s |
| 10  | 516 | Franz Echter       | Detlef Ruf Edwin van Dooren          | MAN TGA              | 65 h 13 min 08 s |